# Cicaré Helicópteros
Cicaré Helicópteros S.A. ist ein Hubschrauberproduzent, der hauptsächlich Bausätze für die Selbstmontage produziert. Das Unternehmen hat seinen Sitz in Saladillo, Argentinien.

## Geschichte
Cicaré Helicópteros wurde von Augusto Cicaré ursprünglich als Cicaré Aeronautica S.A. im Jahre 1970 gegründet. Das Unternehmen entwickelt, produziert und vertreibt ultraleichte und leichte Hubschrauber sowie Hubschraubertrainer in Kleinserien. Die Hubschrauber werden sowohl fertig montiert als auch als Bausätze vertrieben.
Augusto Cicaré hatte in seiner Heimwerkstatt den ersten Hubschrauber Südamerikas entwickelt und baute mehrere Hubschrauber, bevor er kommerziell erfolgreich wurde. Der Durchbruch stellte sich mit dem Cicaré CH-7 ein. Im Auftrag der argentinischen Armee wurde der Cicaré CH-14, ein leichter Beobachtungs- und Kampfhubschrauber, entwickelt. Zwischenzeitlich zog sich Augusto Cicaré aus dem operativen Geschäft zurück, sodass nun seine beiden Söhne Fernando und Alfonso Cicaré das Unternehmen leiten.

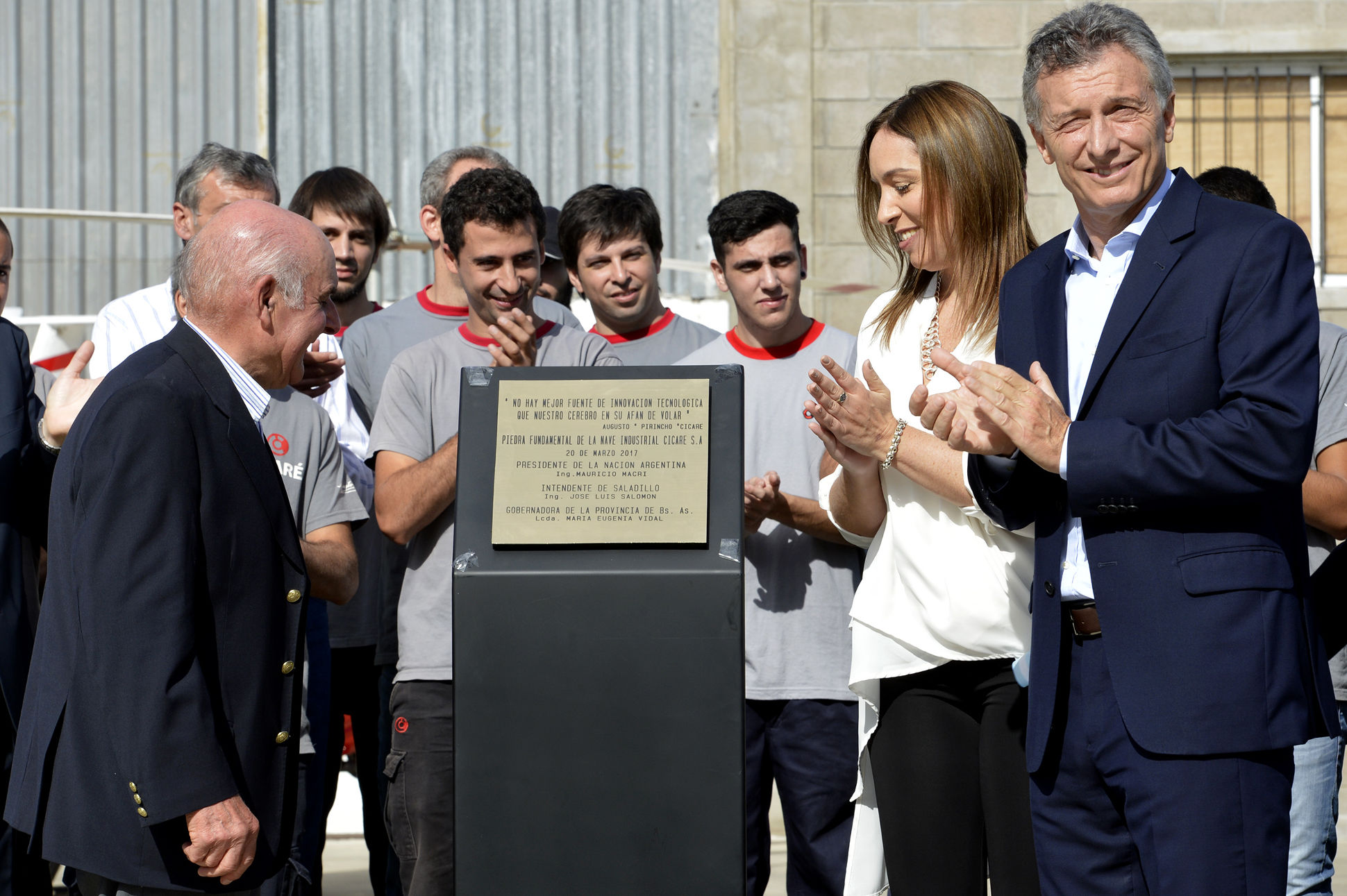
Der Argentinische Präsident Mauricio Macri und die Gouverneurin der Provinz Buenos Aires, María Eugenia Vidal, besuchten Augusto Cicaré am 20. März 2017 und legten den Grundstein für eine Vergrößerung der Fabrik.

## Produkte
Hubschrauber
- Cicaré CH-1
- Cicaré CH-2
- Cicaré CH-3 Colibri / Cicaré C.K.1
- Cicaré CH-4
- Cicaré CH-5 AG
- Cicaré CH-6/CH-6T/CH-6 UAV
- CH-7/CH-7B/CH-7T/CH-7 2000VL
- Cicaré CH-8
- Cicaré CH-9
- Cicaré CH-10
- Cicaré CH-11
- Cicaré CH-12
- Cicaré CH-14

Hubschraubertrainer
- Cicaré SVH-3
- Cicaré SVH-4

## Weiterführende Informationen
- Bill Gunston: World Encyclopedia of Aircraft Manufacturers. 1993, S. 78.